# Ripiphorus birabeni
Ripiphorus birabeni is een keversoort uit de familie waaierkevers (Rhipiphoridae). De wetenschappelijke naam van de soort is voor het eerst geldig gepubliceerd in 1942 door Bruch.